# Pintos
PintOS es un sistema operativo educativo creado en la Stanford University en 2004 y usado en los cursos de pregrado para introducir conceptos de diseño e implementación de un sistema operativo, requiriendo la implementación de partes bastante significativas de un sistema operativo real, como son el manejo de threads y memoria y el acceso al sistema de archivos. Pintos deriva de NachOS un sistema similar creado por la University of California, Berkeley. A diferencia de NachOS, Pintos puede ejecutarse en el hardware x86 actual, en lugar de correr como una máquina virtual sobre un sistema anfitrión. Pintos está escrito en el Lenguaje de programación C en lugar de en C++.